# Ub Iwerks
Ub Iwerks (født Ubbe Eert Iwwerks; 24. marts 1901, død 7. juli 1971) var en dobbelt Academy Award vindende amerikansk tegner, animator og opfinder, som bl.a. var med til at skabe Oswald the Lucky Rabbit og Mickey Mouse.
Iwerks var ansvarlig for den karakteristiske stil i Disneys tidlige animationsfilm. De første Mickey Mouse kortfilm blev næsten udelukkende tegnet af Iwerks. Han blev betragtet som Walt Disneys ældste ven og tilbragte det meste af sin karriere i Disney. Iwerks og Disney havde dog en pause, og deres venskab brød sammen, da Iwerks underskrev en kontrakt for en konkurrent og forlod Walt Disney Productions, for at lancere et animationsstudio i eget navn.
Iwerk's Studio åbnede i 1930. Finansielt ledet af Pat Powers tanke om, at Iwerks var ansvarlig for en stor del af Disneys tidlige succes. Animationen i Disney havde dalet et stykke tid efter Iwerks forlod virksomheden, men kom snart tilbage, da Disney ansat nye unge animatorer. Iwerk's Studio havde ingen store succeser og kunne ikke konkurrere mod Disney og Fleischer Studios. Finansiere trækker deres støtte fra Iwerks Studio i 1936, og selskabet ramte igen snart. Herefter arbejdede Iwerks for Columbia Pictures i et stykke tid, før de kom til at arbejde for Disney i 1940.
Efter at have vendt tilbage til Walt Disney Productions arbejdede Iwerks hovedsagelig på at udvikle visuelle specialeffekter, hvilket førte til en Oscar-domineret præstation for Alfred Hitchcocks film Fuglene. Han udviklede også processen med at kombinere spillefilm med animation, som i Song of the South. Han arbejdede også på WED Enterprises (nuværende Walt Disney Imagineering) og hjalp med at udvikle mange af Disneys forlystelsesattraktioner i 1960'erne.
Iwerks mest berømte arbejde udover at animere Mickey Mouse var Flip the Frog som han gjorde for sit eget studie. Flip har ligheder med Iwerks tidligere tidligere figurer; Mickey Mouse og Oswald the Lucky Rabbit.
Iwerks var berømt for sine hurtige tegninger og animationer og hans skøre humor. Animator Chuck Jones, der arbejdede for Iwerks studie som ung, har sagt "Iwerks er "skrewi" ("Iwerks er" skrewi "skrevet baglæns).
Ub Iwerks døde i 1971 af et hjerteanfald i sit hjem i Burbank, Californien i en alder af 70 år.
En dokumentarfilm, The Hand Behind the Mouse: Ub Iwerks Story blev udgivet i 1999, efterfulgt af en bog skrevet af Leslie Iwerks og John Kenworthy i 2001.